# Imre Lukinich

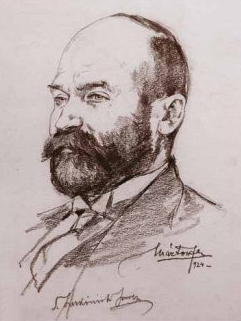
Imre Lukinich

Imre Lukinich (ur. 1880, zm. 16 maja 1950) – węgierski historyk.

## Życiorys
Absolwent uniwersytetu w Cluj. Od 1912 roku uczył w Budapeszcie. W latach 1924-29 był dyrektorem Węgierskiej Biblioteki Narodowej. W okresie 1929–1949 profesor historii Europy Wschodniej na Uniwersytecie w Budapeszcie. Członek Węgierskiej Akademii Nauk (w latach 1938-1946 prezes).

## Wybrane publikacje
- II. Sylvester pápa, Kolozsvár 1901.
- Meander Protector történeti művének fennmaradt töredékei, 1905.
- I. Rákóczy György és a lengyel királyság, 1907.
- Keresdi báró Bethlen Ferenc 1601-1653, 1908.
- Az erdélyi fejedelmi cím kialakulása, 1913.
- Bethlen Farkas történeti műve keresdi kiadásához. Magy Könyvszemle, 1913.
- Erdély területi változásai a török hódítás korában 1541-1711, 1918.
- A Magyar Történelmi Társulat története 1867-1917, 1918.
- Auer János Ferdinánd… naplója 1664, 1923.
- A szatmári béke története és okirattára, 1925.
- A Magyar Tudományos Akadémia és a magyar történettudomány, Budapest 1926.
- A bethleni gróf Bethlen család története, Budapest 1927.
- Les éditions des sources de l'histoire Hongroise 1854-1930, Budapest 1931.
- Az egyetem alapításának története – Az egyetem alapítására vonatkozó hivatalos iratok a cseh hatóságoknak adatván át, azok hiányában jelen összefoglaló füzetben kívántuk az egyetem alapításának történetét megörökíteni, Pécs 1933.
- Rákóczi Julianna házassága, 1933.
- A Magyar Tudományos Akadémia Történettudományi Bizottsága másolat- és kéziratgyűjteményének ismertetése, 1935.
- A lengyel kérdés és a magyar kormány 1914-1917, Budapest 1939.
- II. Rákóczi Ferenc felségárulási perének története és oklevéltára, t. I-V, Budapest 1937-1943.
- Eötvös József báró, Naplójegyzetek-gondolatok 1864-1868, 1941.
- A podmanyini Podmaniczky-család története, 1943.

## Wybrane publikacje w języku polskim
- Stefan Batory, książę siedmiogrodzki, Kraków 1934.
- Stanowisko rządu węgierskiego wobec kwestii polskiej w pierwszych latach wojny światowej, Lwów 1938.
- Dzieje Węgier w szkicach biograficznych, z węg. przeł. Zbigniew Kościuszko, Budapest: G. Vajna 1939?.